# 닷지 시티 (영화)
닷지 시티(Dodge City)는 미국에서 제작된 마이클 커티즈 감독의 1939년 멜로/로맨스, 서부 영화이다. 에롤 플린 등이 주연으로 출연하였다.

## 출연

### 주연
- 에롤 플린
- 올리비아 드 하빌랜드

### 조연
- 앤 쉐리던
- 브루스 가보
- 프랭크 맥휴
- 앨런 헤일
- 존 리텔
- 헨리 트래버스
- 헨리 오닐
- 빅터 조리
- 윌리엄 런디갠
- 귄 빅 보이 윌리엄스
- 밥스 왓슨
- 글로리아 홀든
- 더글러스 포리
- 조지아 케인
- 찰스 할튼
- 워드 본드
- 코라 위더스푼
- 러셀 심슨
- 몬트 블루
- 행크 벨
- 클렘 베번스
- 월리 브라운
- 제임스 버크
- 호리스 B. 카펜터
- 냇 카
- 스펜서 차터스
- 톰 채터튼
- 조지 체즈브로
- 체스터 크루트
- 리처드 크레이머
- 조셉 크레핸
- 팻 플라허티
- 샘 가렛
- 솔 고스
- 프레드 그레이엄
- 조지 걸
- 터스톤 홀
- 얼 호드긴스
- 로버트 호먼스
- 리드 호우즈
- 밀턴 키비
- 버나드 L. 코왈스키
- 릴리언 로렌스
- 베라 루이스
- 윌프레드 루카스
- 메릴 맥코믹
- 잭 모워
- 팻 오맬리
- 버드 오스본
- 헨리 오도
- 에드워드 페일 시니어
- 랠프 샌포드
- 프란시스 세일즈
- 가이 윌커슨

## 제작진
- 의상: 밀로 앤더슨
- Ass-PD: 로버트 로드